# ألبلير تورسنوك
ألبلير تورسنوك (بالإنجليزية: Alpler Torstock)‏ هو أحد جبال سلسلة جبال الألب غلاروس وجزء من القمة الأم شاشينتالير فيندغالين يقع في كانتون أوري, سويسرا. يبلغ ارتفاع الجبل حوالي 2622 متر، بينما يبلغ ارتفاع نتوء الجبل 174 متر.